# Joachim Helbig
Joachim Helbig (10 de setembro de 1915 - 5 de outubro de 1985) foi um oficial alemão que serviu no Deutsches Heer durante a Segunda Guerra Mundial. Foi condecorado com a Cruz de Cavaleiro da Cruz de Ferro com Folhas de Carvalho.

## Condecorações
| Escudo Narvik                                                             |                                         |
| Distintivo de Feridos (1939) em Prata                                     |                                         |
| Distintivo de Voo do Fronte da Luftwaffe em Ouro "400"                    |                                         |
| Distintivo de Piloto/Observador em Ouro com Diamantes                     |                                         |
| Ärmelstreifen "Afrika" e "Kreta"                                          |                                         |
| Medaglia d'Argento al Valor Militare                                      |                                         |
| Cruz de Ferro (1939) 2ª Classe                                            | 16 de setembro de 1939                  |
| Cruz de Ferro (1939) 1ª Classe                                            | 20 de junho de 1940                     |
| Troféu de Honra da Luftwaffe                                              | 6 de outubro de 1940                    |
| Cruz de Cavaleiro da Cruz de Ferro                                        | 24 de novembro de 1940                  |
| Cruz de Cavaleiro da Cruz de Ferro com Folhas de Carvalho nº 64           | 16 de janeiro de 1942                   |
| Cruz de Cavaleiro da Cruz de Ferro com Folhas de Carvalho e Espadas nº 20 | 28 de setembro de 1942                  |
| Mencionado duas vezes na Wehrmachtbericht                                 | 13 de maio de 1942 e 28 de maio de 1944 |